# Xiaojiezi (köpinghuvudort i Kina, Yunnan Sheng, lat 24,34, long 102,86)
Xiaojiezi (kinesiska: 路居, 小街子, 路居镇) är en köpinghuvudort i Kina. Den ligger i provinsen Yunnan, i den sydvästra delen av landet, omkring 82 kilometer söder om provinshuvudstaden Kunming. Antalet invånare är 28 856. Befolkningen består av 13 965 kvinnor och 14 891 män. Barn under 15 år utgör 20,0 %, vuxna 15-64 år 70 %, och äldre över 65 år 9,0 %.
Runt Xiaojiezi är det ganska tätbefolkat, med 166 invånare per kvadratkilometer. Närmaste större samhälle är Jiangcheng, 10,6 km nordväst om Xiaojiezi. I omgivningarna runt Xiaojiezi växer i huvudsak blandskog.
Genomsnittlig årsnederbörd är 1 044 millimeter. Den regnigaste månaden är juni, med i genomsnitt 211 mm nederbörd, och den torraste är februari, med 12 mm nederbörd.